# Xenophallus umbratilis
Xenophallus umbratilis là loài cá nước ngọt duy nhất thuộc chi Xenophallus trong họ Cá khổng tước. Loài này được mô tả lần đầu tiên vào năm 1912.

## Từ nguyên
Tên chi Xenophallus của loài cá này được ghép từ 2 âm tiết trong tiếng Hy Lạp, xenos ("khác biệt") và phallus ("dương vật"), ám chỉ phần vây giao cấu (gonopodium) của loài này. Từ umbratilis trong danh pháp có nghĩa là "bóng tối", ám chỉ màu ô liu sẫm trên thân của chúng.

## Phạm vi phân bố và môi trường sống
X. umbratilis có phạm vi phân bố ở Trung Mỹ. X. umbratilis được tìm thấy từ hồ Nicaragua (thuộc Nicaragua), xuôi về sông Río Parismina và hệ thống sông Río Tenorio ở phía nam (thuộc Costa Rica).
X. umbratilis bơi thành từng nhóm nhỏ trong các con lạch, suối và men theo bờ sông, những nơi mà nhiệt độ nước dao động trong khoảng từ 21 đến 37 °C.

## Mô tả
X. umbratilis có chiều dài cơ thể lớn nhất được ghi nhận là 4,5 cm. Cơ thể thon dài, màu ô liu sẫm hoặc vàng đục, có ánh kim. Gốc của tia vây lưng đầu tiên có một vết đen. Ở con đực, rìa sau của vây lưng cũng có màu đen, và đôi khi phần còn lại của vây có màu vàng rực. Con đực và con non có 5 đến 10 vạch đen ở hai bên lườn; ở cá cái thì các vạch đen này rất mờ, hoặc tiêu biến.
Sau khoảng 28 ngày mang thai, cá mái có thể cho ra đời khoảng từ 15 đến 50 con cá bột. Những con non này sẽ thuần thục sinh dục sau 3 - 4 tháng.